# Владимировка (Казанковский район)
Владимировка (укр. Володимирівка) — село в Казанковском районе Николаевской области Украины.
Первые жители нынешней Владимировки появились в период интенсивного заселения Северного Причерноморья. Основано село Владимировка в августе 1810 переселенцами из Владимирской губернии - отсюда и название села. По свидетельствам архивных документов в 1816 году за селом было закреплено 7654 десятин земли.
Население по переписи 2001 года составляло 2793 человек. Почтовый индекс — 56065. Телефонный код — 5164. Занимает площадь 4,186 км².

## Местный совет
56065, Николаевская обл., Казанковский р-н, с. Владимировка, ул. Центральная, 91